# 木村三千夫
木村 三千夫（きむら みちお、1927年〈昭和2年〉4月28日 - 2006年〈平成18年〉11月5日）は、日本の実業家。日本デコラックス会長。

## 略歴
愛知県名古屋市中区出身。1958年（昭和33年）、メラミン化粧板の生産を目的に愛知県尾西市に日本デコラックスを設立。当時は先発メーカーが少なかったこともあり、同社の製品は家具、木工業界を中心に需要が高まり、生産量も拡大していった。このため、1962年（昭和37年）に本社および工場を現住所の同県丹羽郡扶桑町に移転、増産体制を敷いたほか、新商品開発にも力を入れた。昭和40年代後半には各メーカーが乱立し、供給過剰に伴う販売激化で、一時は販売部門を別会社にするなどの曲折を経たが、1985年（昭和60年）には製造、販売を一本化した。
1996年（平成8年）5月22日、扶桑町商工会長に選任された。
1998年（平成10年）5月18日、代表権のある会長となり、後任社長に長男の木村重夫専務が昇格するトップ人事を発表した。6月26日の株主総会後の取締役会で正式決定。
2006年（平成18年）11月5日、心不全のため死去。